# Karl-Heinz Prudöhl
Karl-Heinz Prudöhl (ur. 3 grudnia 1944 w Jaroszewach) – niemiecki wioślarz reprezentujący NRD, złoty medalista olimpijski i dwukrotny medalista mistrzostw świata.

## Kariera
Wystąpił na igrzyskach olimpijskich w Montrealu w 1976, gdzie osada NRD w składzie: Bernd Baumgart, Gottfried Döhn, Werner Klatt, Hans-Joachim Lück, Dieter Wendisch, Roland Kostulski, Ulrich Karnatz, Karl-Heinz Prudöhl i Karl-Heinz Danielowski (sternik) zdobyła złoty medal w ósemkach. W finale o 2,53 sekundy wyprzedzili Wielką Brytanię i o 5,22 sekundy pokonali osadę Nowej Zelandii. Był to jego jedyny start olimpijski.
Na mistrzostwach świata w Nottingham (1975) także zwyciężył w ósemkach. Ponadto zdobył srebro w czwórkach ze sternikiem na mistrzostwach świata w St. Catharines (1970).
Zdobył również złoto w ósemkach na mistrzostwach Europy w Moskwie (1973) i brąz na mistrzostwach Europy w Klagenfurcie (1969).
W 1976 odznaczony Orderem Zasługi dla Ojczyzny.
Służył w Volksmarine, osiągając stopień komandora podporucznika (Korvettenkapitän). Kształcił się na Deutsche Hochschule für Körperkultur w Lipsku i w latach 1978-1989 pracował jako trener wioślarstwa w klubie ASK Vorwärts Rostock. Po zjednoczeniu Niemiec wstąpił do Bundeswehry. Od 1992 kieruje centrum fitness i odnowy biologicznej w Warnemünde.